# 耶律牒蜡
耶律牒蜡（？—951年），又作耶律牒䗶。字述兰，又作述轧。辽国（契丹）政治人物、軍人。六院夷离堇（军事首领）耶律蒲古只之后。
辽太宗天显年间，任中台省右相。会同元年（938年）七月，耶律牒蜡与临海军节度使赵思温出使后晋，持节册封石敬瑭为英武明义皇帝。会同六年（943年），石敬瑭死，因其子石重贵上表契丹“称孙不称臣”，耶律牒蜡随辽太宗南下伐晋。会同九年（946年）十二月，滹沱河一战，击败后晋二十万大军，俘晋将杜重威。继入汴京（今河南省开封市），石重贵投降，后晋灭亡。大同元年（947年），相州抗辽，他领兵镇压。辽太宗驾崩，他拥立辽世宗即位，被偏将朮者诱捕，执送述律太后，至述律后处逃归世宗。天禄二年（948年）十月，封燕王，为南京留守。天禄五年（951年）六月，与枢密使高勳奉使北汉。对刘崇行册礼，封其为大汉神武皇帝。九月，随辽世宗南下攻打后周，至祥古山（今河北省宣化县）。他和泰宁王耶律察割趁世宗酒醉，入帐杀世宗，拥立耶律察割。耶律璟围攻耶律牒蜡，耶律牒蜡被擒不降，牒蜡以胁从罪，被穆宗耶律璟凌迟处死。

## 延伸阅读
[在维基数据编辑]
 《辽史卷一百十三》，出自脱脱《遼史》